# Grünkuckuck
Der Grünkuckuck (Centropus viridis) ist ein Vogel aus der Gattung der Spornkuckucke (Centropus).
Der Vogel ist endemisch auf den Philippinen.
Der Lebensraum umfasst Lebensräume mit hohem Grasbestand, Kulturland, Dickichte bis in 2000 m Höhe.
Der Artzusatz kommt von lateinisch viridis ‚grün‘.

## Merkmale
Dieser Vogel ist 41 bis 44 cm groß, das Männchen wiegt 113, das Weibchen 150 g in der Nominatform. Der Vogel ist schwarz bläulich bis grün schimmernd, die Flügel sind kastanienbraun. Um das Auge findet sich eine graue unbefiederte Zone, die Iris ist rot, der Schnabel grau bis schwarz. Auf Luzon gibt es auch eine weiße Morphe mit matt gelblichem Schnabel.
Weibchen sind größer, Jungvögel schwarz oder schwärzlich auf der Oberseite, gebändert mit langem ungebändertem bronzefarbenen bis grünen Schwanz, die Unterseite ist schwarz und dicht gelbbraun gebändert.

## Geografische Variation
Es werden folgende Unterarten anerkannt:
- C. v. major Parkes & Niles, 1988 – Babuyan-Inseln
- C. v. viridis (Scopoli, 1786), Nominatform – weit verbreitet auf den Philippinen
- C. v. mindorensis Steere, 1890 – Mindoro und Semirara (Caluya-Inseln)
- C. v. carpenteri Mearns, 1907 – Batanes

## Stimme
Der Ruf wird als „cuc, cuc“ oder „Cha-gook-chook“ beschrieben.

## Lebensweise
Die Nahrung besteht aus Insekten, die auf oder dicht über dem Erdboden gesucht werden.
Die Brutzeit liegt zwischen April und Juli, das Nest ist eine große Kugel mit seitlichem Eingang etwa 1 bis 1,5 m über dem Erdboden. Das Gelege besteht aus drei kalkweißen Eiern, die über zwei Wochen bebrütet werden.

## Gefährdungssituation
Der Bestand gilt als nicht gefährdet (Least Concern).